# La Colita
La Colita /la co'lita/ ist ein Partytanz, der im Jahr 2005 entstanden ist und auf das spanischsprachige Lied Mueve la colita der Musikgruppe Soca Boys getanzt wird. Der Name geht auf den umgangssprachlichen Refrain des Liedes zurück, der Mueve la colita, mamita rica, mueve la colita lautet, zu deutsch etwa „Beweg den Hintern, knackiges Mädchen, beweg den Hintern“. Der Tanz ist – wie auch die Musik – eine Mischung aus Merengue und Popmusik. Die einzelnen Tanzschritte entsprechen den Anweisungen, die der Sänger während des Liedes gibt und sind sexuell anzüglich.